# Eria bhutanica
Eria bhutanica är en orkidéart som beskrevs av Bajrach. och K.K.Shrestha. Eria bhutanica ingår i släktet Eria och familjen orkidéer.
Artens utbredningsområde är Bhutan. Inga underarter finns listade i Catalogue of Life.